# Góra Wymyślona

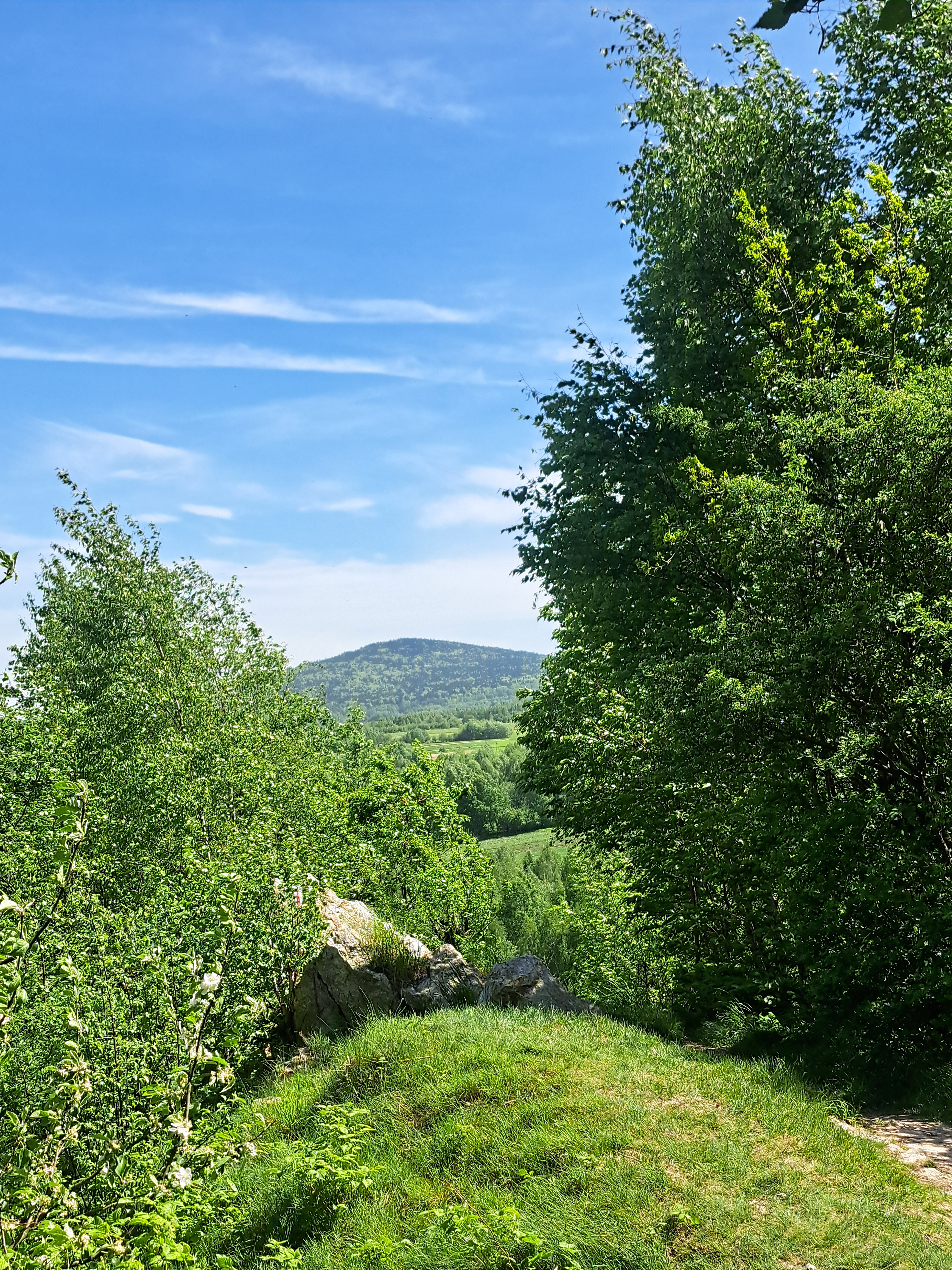
Szczyt Góry Wymyślonej

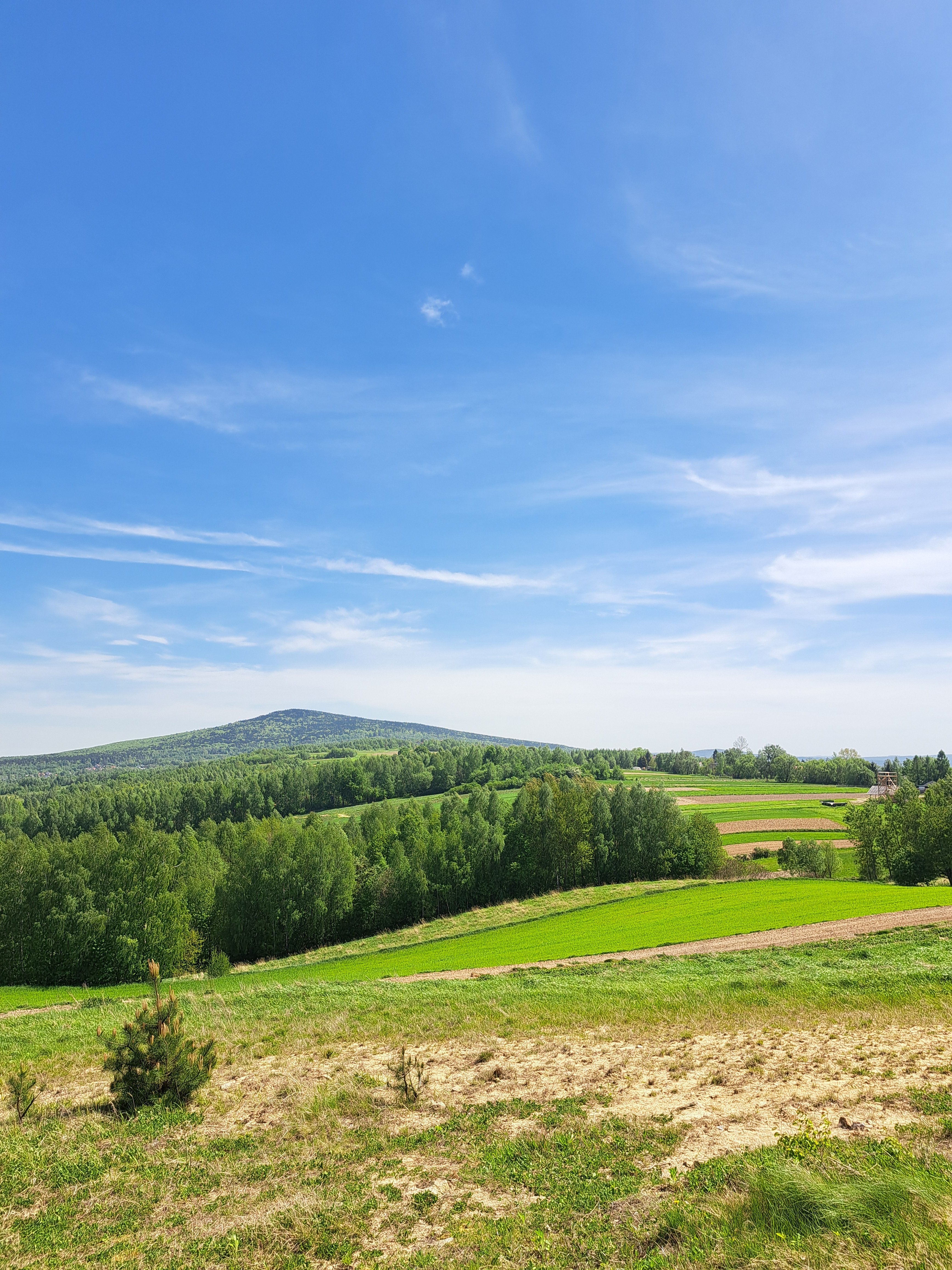
Widok na Łysicę ze wschodniego zbocza Góry Wymyślonej.

Góra Wymyślona – góra o wysokości ok. 415 m n.p.m. znajdująca się w Górach Świętokrzyskich, pomiędzy Łysicą a Radostową, na terenie gminy Górno. Na południowy wschód od góry znajduje się część wsi Krajno Pierwsze pod nazwą Wymyślona. Przez górę przechodzi czerwony szlak.
Na zboczu Góry Wymyślonej znajdują się skały kambryjskiego piaskowca kwarcytowego, chronione jako pomnik przyrody.